# Smilax elmeri
Smilax elmeri là một loài thực vật có hoa trong họ Smilacaceae. Loài này được Merr. miêu tả khoa học đầu tiên năm 1918.